# Curitibanos (gemeente)
Curitibanos is een gemeente in de Braziliaanse deelstaat Santa Catarina. De gemeente telt 39.045 inwoners (schatting 2009).

## Verkeer en vervoer
De plaats ligt aan de wegen BR-470, SC-120 en SC-451.